# Spilosoma albiventre
Spilosoma albiventre är en fjärilsart som beskrevs av Sergius G. Kiriakoff 1963. Spilosoma albiventre ingår i släktet Spilosoma och familjen björnspinnare. Inga underarter finns listade i Catalogue of Life.